# Géographie de l'Irlande du Nord
Pour un article plus général, voir Géographie du Royaume-Uni.
Cet article concerne l'Irlande du Nord, nation constitutive du Royaume-Uni. Pour l'île entière, voir Géographie de l'Irlande. Pour le pays indépendant, voir Géographie de l'Irlande (pays).
La géographie de l'Irlande du Nord est l'ensemble des caractères qui constituent les réalités physiques, biologiques et humaines de cette nation constitutive du Royaume-Uni située dans le nord-est de l'île d'Irlande qu'elle partage avec l'État d'Irlande.

## Situation
L'Irlande du Nord occupe la partie nord-est de l'île d'Irlande, une île de l'océan Atlantique située dans l'archipel des îles Britanniques. La frontière irlandaise qui la sépare de l'État d'Irlande a été fixée par le Government of Ireland Act de 1920 qui organise la partition de l'Irlande et mesure 360 km.
L'Irlande du Nord est bordée au nord par l'océan Atlantique et à l'est par la mer d'Irlande qui la sépare de la Grande-Bretagne et de l'île de Man. Au nord-est, le canal du Nord ne la sépare de l'Écosse que de quelques kilomètres (21 km entre Torr Head en Irlande du Nord et le Mull of Kintyre en Écosse).

## Géographie physique

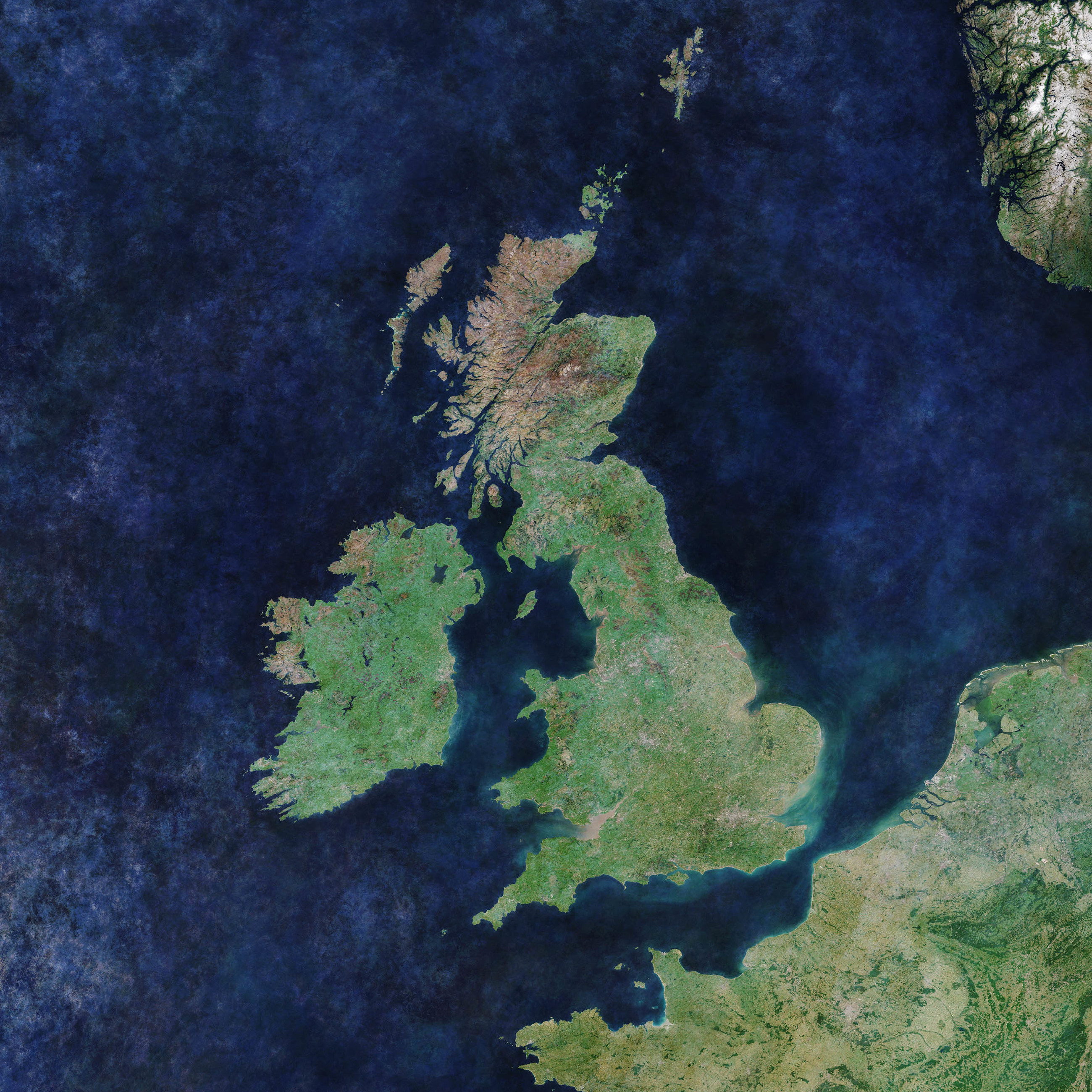
Vue satellite des îles Britanniques.

### Topographie
L'Irlande du Nord est centrée sur le Lough Neagh, à la frontière des comtés d'Antrim, Down, Armagh, Tyrone et Derry-Londonderry. Tout autour prend place une région montagneuse.
Au nord et à l'est, le plateau d'Antrim est d'altitude croissante vers le littoral et atteint son sommet à Trostan (554 m d'altitude), où le plateau s'achève sur une côte abrupte faite de colonnes de basalte et de craie, entrecoupée de vallées glaciaires connues sous le nom de glens faisant face à l'Écosse.
Dans le sud-est, les Mourne Montains, délimitées par le Carlingford Lough au sud, atteignent l'altitude de 850 m à Slieve Donard, le point culminant de l'Irlande du Nord. Le relief est moins marqué au sud du Lough Neagh, mais on atteint tout de même 575 m à Slieve Gullion près de la frontière avec l'Irlande. À l'ouest, le relief est dominé par les collines arrondies des Sperrins, dont Sawel (678 m) est le point culminant.
Le sud-ouest (comté de Fermanagh) est centré sur le bassin du Lough Erne, entourée par des collines allant jusqu'à plus de 300 m de haut.

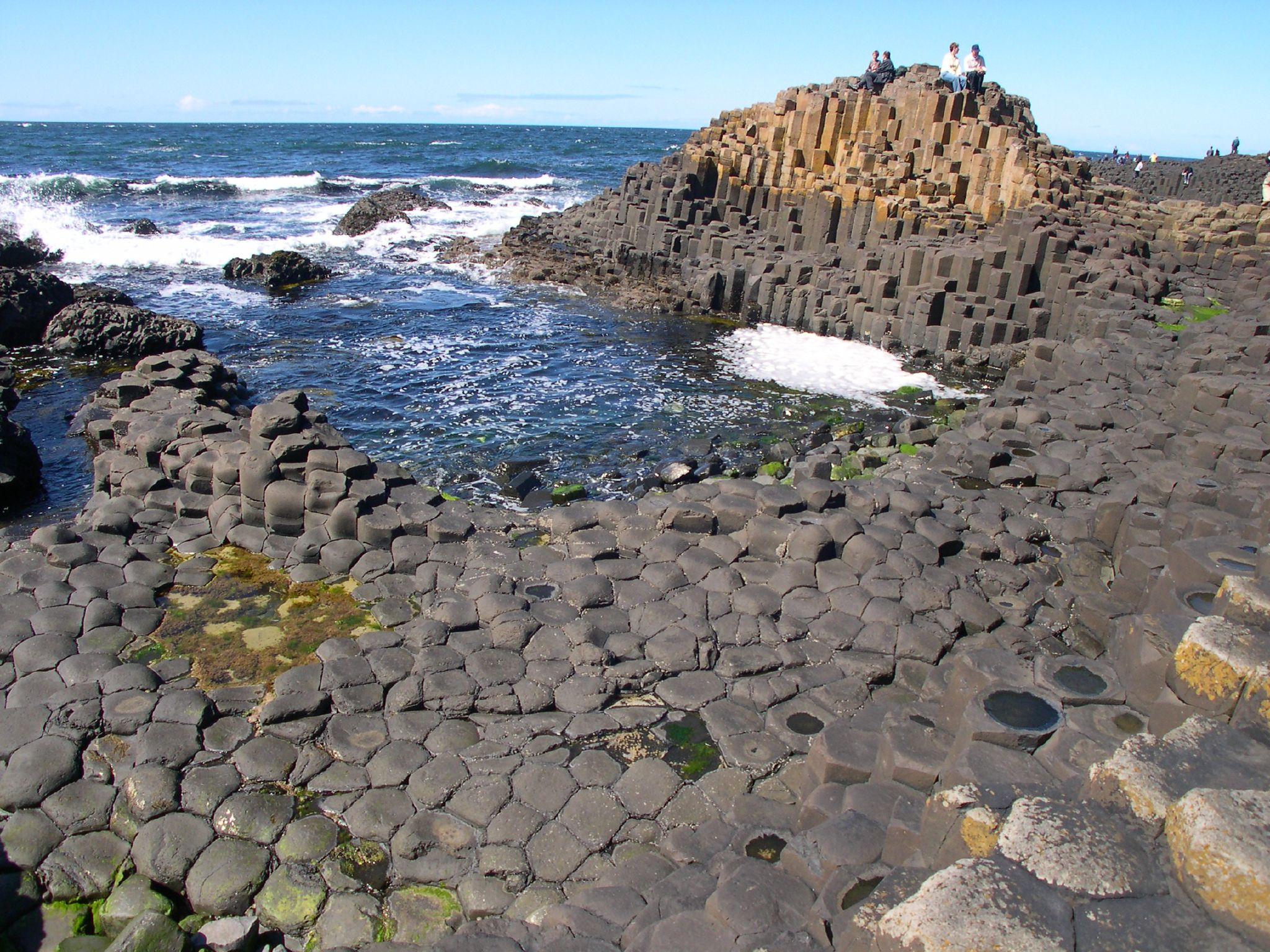
La Chaussée des Géants, au pied des falaises du plateau d'Antrim, est constituée d'environ 40 000 colonnes de basalte[2].
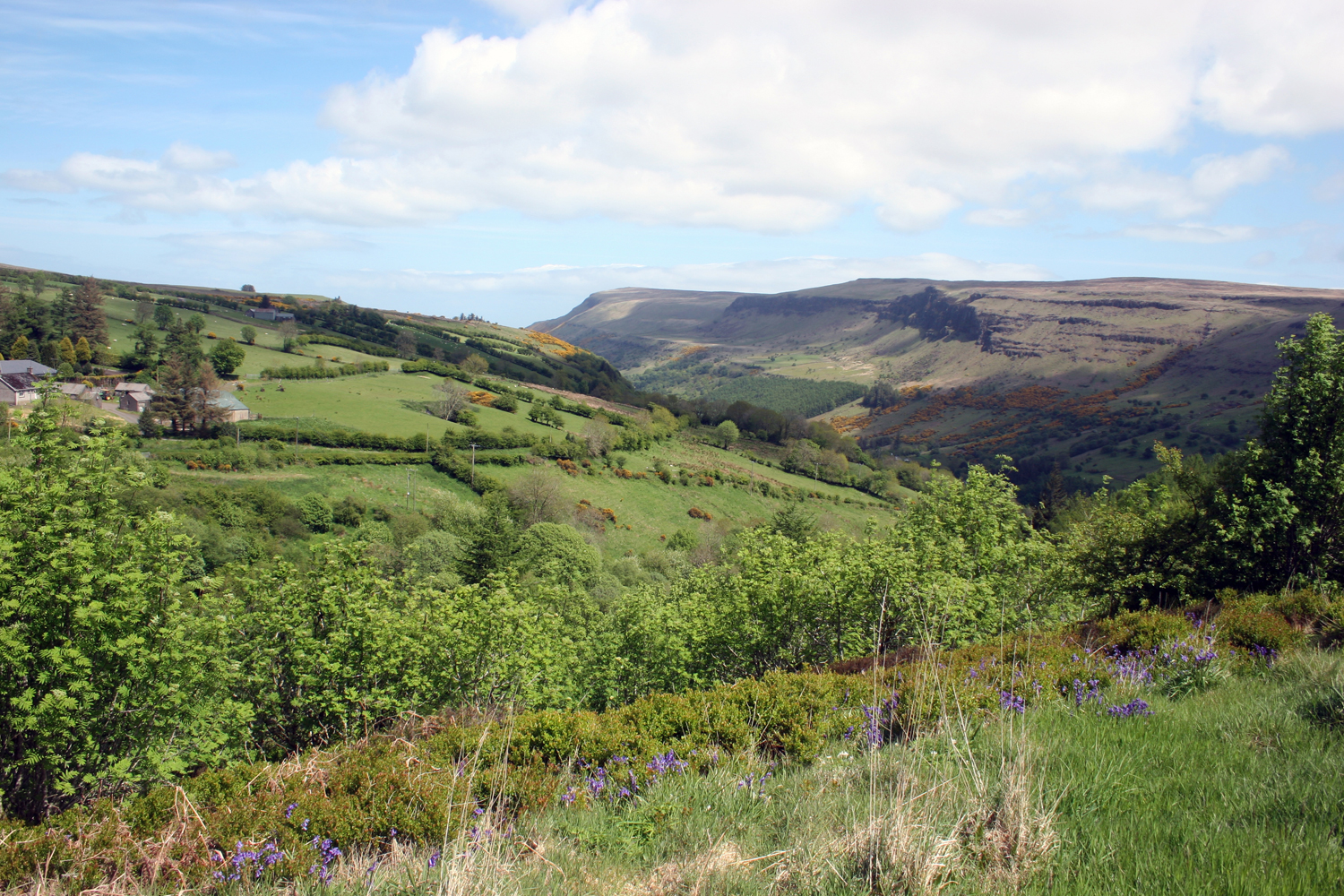
Glenariff, un des glens d'Antrim.
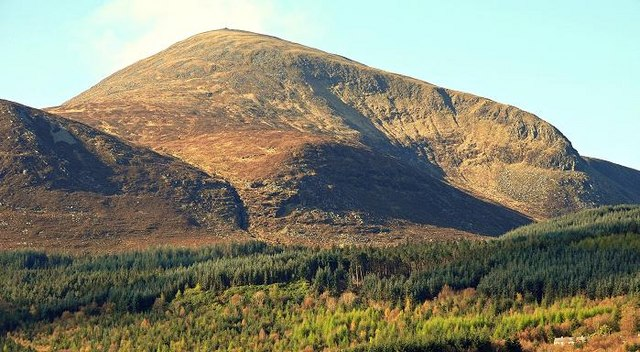
Slieve Donard (850 m), dans les Mourne Mountains, point culminant de l'Irlande du Nord.
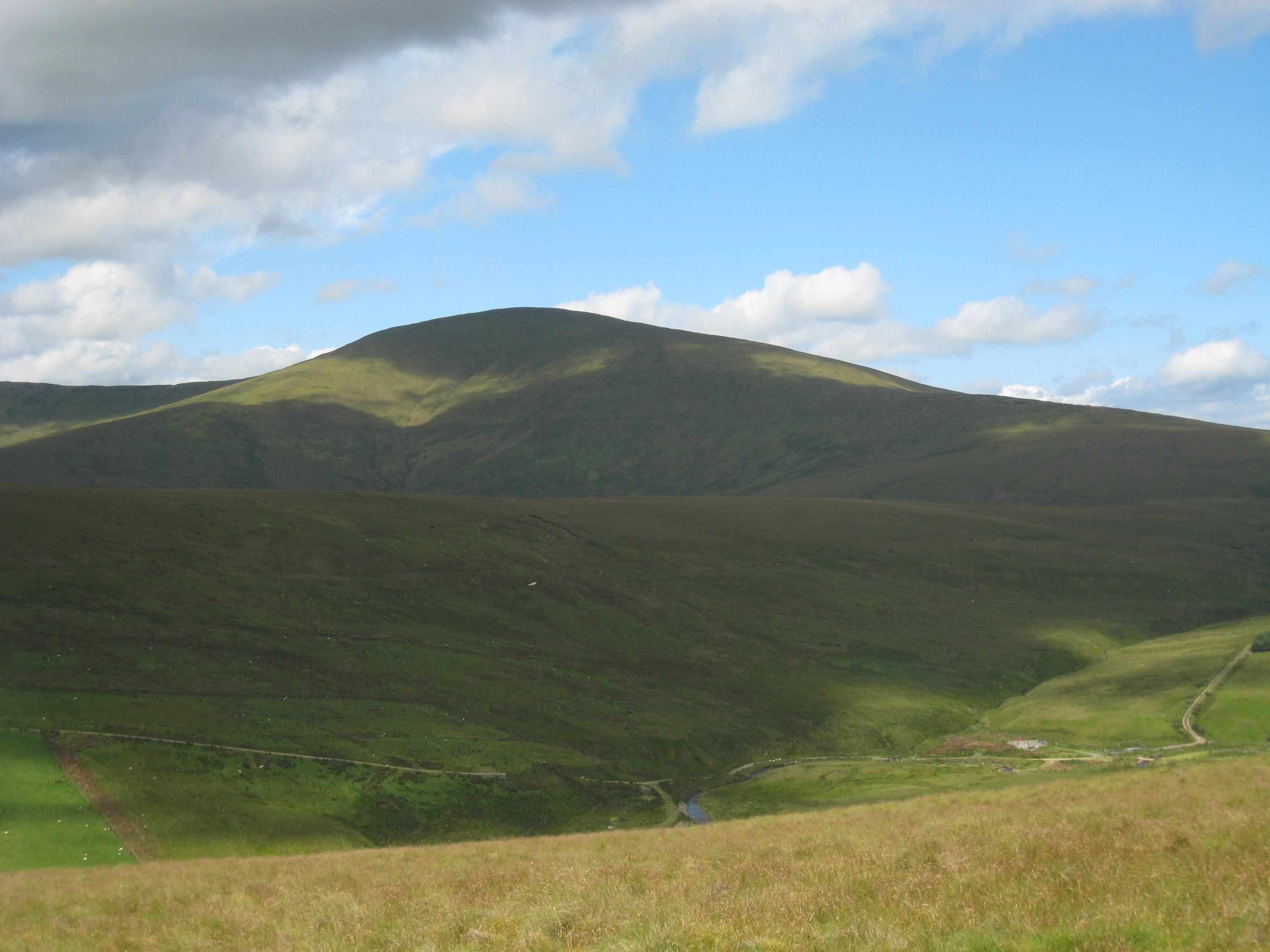
Sawel (678 m), dans les Sperrins.

### Biodiversité
La végétation de l'Irlande du Nord est similaire à celle du nord-ouest de la Grande-Bretagne. L'impact de l'homme est important et se manifeste notamment par l'absence d'arbres. La terre a en effet été labourée, cultivée et épuisée pendant des siècles.